# Partidul Oamenilor Tineri
Partidul Oamenilor Tineri (POT) este un partid politic suveranist parlamentar din România, fondat de Anamaria Gavrilă, deputat, în 2023. Partidul a susținut candidatura lui Călin Georgescu la alegerile prezidențiale din 2024, încă dinainte ca acesta să intre în vizorul public - în turul I.
La alegerile locale din 2024, partidul a reușit să câștige 11 mandate de consilieri locali.
Partidul a încercat să înregistreze candidatura președintelui formațiunii, Gavrilă, dar ulterior a renunțat și a optat să-l susțină pe Georgescu în urma unui sondaj intern. La alegerile europarlamentare din 2024, POT-ul nu a participat. Partidul are 79 candidați la alegerile parlamentare din 2024, cu diverse ocupații (antreprenori, avocați, șoferi, experți la vânzări, ingineri), printre care și mulți candidați din diaspora.

## Ideologie și poziții
Partid: suveranist, antisistem, naționalist populist, eurosceptic, se opune dreptului la avort și propagă teorii ale conspirației despre vaccinare. Se declară un susținător al valorilor tradiționale și al valorilor creștine. În ciuda faptului că Partidul Oamenilor Tineri își publică regulat rapoartele financiare, astfel încât fiecare cetățean să aibă acces la informații clare și complete despre proveniența și utilizarea fondurilor, aceștia sunt acuzați in mass-media de lipsă de transparență financiară și este suspectat de legături cu grupuri de influență obscure. Partidul nu tolerează violența, excluzând chiar și parlamentari din partid pentru promovarea și încurajarea acesteia.
Partidul susține apartenența României la NATO și dorește o relație mai strânsă cu Statele Unite și cu Administrația Trump.

## Program politic

Anamaria Gavrilă, fondatorul POT-ului

În programul politic, POT-ul susține că a aplicat principiul Pareto: a identificat cele 20% dintre măsurile-cheie care vor produce 80% din impactul pozitiv pentru societate. De asemenea, partidul susține „misiunea de român”. POT-ul este considerat ,noul AUR" și critică puternic partidele PSD și PNL. Anumite cuvinte utilizate intens în postări sunt cele legate de credință, Dumnezeu, minune etc.
Susținătorii lui Călin Georgescu erau îndemnați să voteze acest partid la alegerile parlamentare, care a fost intens promovat pe rețelele sociale și a devenit viral. A fost utilizată aceeași mașinărie de propagandă care a fost folosită și pentru promovarea lui Georgescu, cu promisiuni monetare și concursuri pentru cele mai bune postări pe grupuri de Telegram. Se îndemna folosirea tag-ului „POT”. Canalul principal de propagandă este Tiktok. Președintele partidului, Gavrilă, a ajuns să aibă aproape 3 milioane de like-uri pe Instagram la postările politice. În mai 2025, după alegerile prezidențiale românești din 2025 câștigate de Nicușor Dan, mulți senatori și deputați au părăsit partidul.

## Rezultate electorale

### Alegeri parlamentare
| Alegeri | Camera Deputaților | Camera Deputaților | Camera Deputaților | Senat   | Senat | Senat   | Loc | Statut după alegeri |
| Alegeri | Voturi             | %                  | Locuri             | Voturi  | %     | Locuri  | Loc | Statut după alegeri |
| ------- | ------------------ | ------------------ | ------------------ | ------- | ----- | ------- | --- | ------------------- |
| 2024    | 596.745            | 6,46%              | 24 / 330           | 591.927 | 6,39% | 9 / 136 | 6   | Opoziție            |